# 다루미 철도 다루미선
다루미 선(일본어: 樽見線)은 일본 기후현 오가키시의 오가키역부터 모토스시의 다루미역을 잇는 다루미 철도의 철도 노선이다. 오가키 - 고미 간은 일본국유철도의 특정 지방 교통선을 전환, 고미 - 다루미 간은 일본 철도 건설 공단 건설선이었던 노선이다.

## 노선 정보
- 노선 거리 (영업 거리) : 34.5km
- 궤간 : 1,067mm
- 역 수 : 19역 (기 · 종점역 포함)
- 복선화 구간 : 없음 (전 구간 단선)
- 전철화 구간 : 없음 (전 구간 비전철화)
- 폐색 방식 : 특수 자동 폐색식 (ATS-S · ST)
- 교환 가능역 : 히가시오가키 역 · 기타가타마쿠와 역 · 모토스 역 · 고미역

## 역 목록
※ 전 노선 기후현에 소재.
| 역명           | 일어 역명  | 역간 거리 | 영업 거리 | 접속 노선                                       | 소재지    | 소재지      |
| -------------- | ---------- | --------- | --------- | ----------------------------------------------- | --------- | ----------- |
| 오가키         | 大垣       | -         | 0.0       | 도카이 여객철도 도카이도 본선 요로 철도 요로 선 | 오가키시  | 오가키시    |
| 히가시오가키   | 東大垣     | 2.7       | 2.7       |                                                 | 오가키시  | 오가키시    |
| 요코야         | 横屋       | 1.8       | 4.5       |                                                 | 미즈호시  | 미즈호시    |
| 주쿠조         | 十九条     | 1.0       | 5.5       |                                                 | 미즈호시  | 미즈호시    |
| 미에지         | 美江寺     | 2.0       | 7.5       |                                                 | 미즈호시  | 미즈호시    |
| 기타가타마쿠와 | 北方真桑   | 3.3       | 10.8      |                                                 | 모토스시  | 모토스시    |
| 모레라기후     | モレラ岐阜 | 1.7       | 12.5      |                                                 | 모토스시  | 모토스시    |
| 이토누키       | 糸貫       | 0.9       | 13.4      |                                                 | 모토스시  | 모토스시    |
| 모토스         | 本巣       | 2.8       | 16.2      |                                                 | 모토스시  | 모토스시    |
| 오리베         | 織部       | 1.3       | 17.5      |                                                 | 모토스시  | 모토스시    |
| 고치보라       | 木知原     | 2.7       | 20.2      |                                                 | 모토스시  | 모토스시    |
| 다니구미구치   | 谷汲口     | 1.4       | 21.6      |                                                 | 이비군    | 이비가와정  |
| 고미           | 神海       | 2.0       | 23.6      |                                                 | 모토스 시 | 모토스 시   |
| 다카시나       | 高科       | 1.6       | 25.2      |                                                 | 이비 군   | 이비가와 정 |
| 나베라         | 鍋原       | 1.2       | 26.4      |                                                 | 모토스 시 | 모토스 시   |
| 히나타         | 日当       | 1.9       | 28.3      |                                                 | 모토스 시 | 모토스 시   |
| 다카오         | 高尾       | 2.2       | 30.5      |                                                 | 모토스 시 | 모토스 시   |
| 미도리         | 水鳥       | 2.0       | 32.5      |                                                 | 모토스 시 | 모토스 시   |
| 다루미         | 樽見       | 2.0       | 34.5      |                                                 | 모토스 시 | 모토스 시   |

## 같이 보기
- 일본의 철도 회사 목록